# Dishonored (serie)

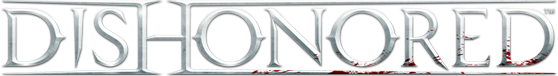
Logo del primo gioco della serie

Dishonored è una serie di videogiochi in stile steampunk e immersive sim sviluppati dalla Arkane Studios e pubblicati dalla Bethesda Softworks. Il primo titolo della serie, Dishonored, uscì nel 2012, contribuendo a dare grande notorietà alla Arkane Studios. Nel 2016 venne lanciato il seguito Dishonored 2; un'espansione di quest'ultimo gioco venne pubblicata l'anno seguente (Dishonored: La morte dell'Esterno). L'ultimo gioco della serie, Deathloop, uscì nel 2021.
I vari giochi della saga Dishonored seguono le avventure di alcuni personaggi che, sfruttando le loro grandi abilità combattive e i loro poteri, devono uccidere una serie di antagonisti per conto di terzi. La serie richiama nell'estetica quella di Bioshock, ma, a differenza quest'ultima, si caratterizza per le atmosfere più cupe e fedeli allo stile steampunk. Dishonored ha ottenuto giudizi positivi tanto dagli specialisti quanto dal pubblico.

## Videogiochi

### Capitoli principali
- 2012 – Dishonored
- 2016 – Dishonored 2
- 2021 – Deathloop

### Spin-off
- 2017 – Dishonored: La morte dell'Esterno